# Regan Agung
Regan Agung ist ein Dorf (Desa) im Subdistrikt (Kecamatan) Banyuasin III des Regierungsbezirks (Kabupaten) Banyuasin in der Provinz Südsumatra, Indonesien. Es liegt etwa 46 Kilometer westlich der Millionenstadt Palembang und 10 Kilometer nördlich des Flusses Musi. 2010 hatte die Verwaltungseinheit 1404 Einwohner.